# Обер-гофмаршал

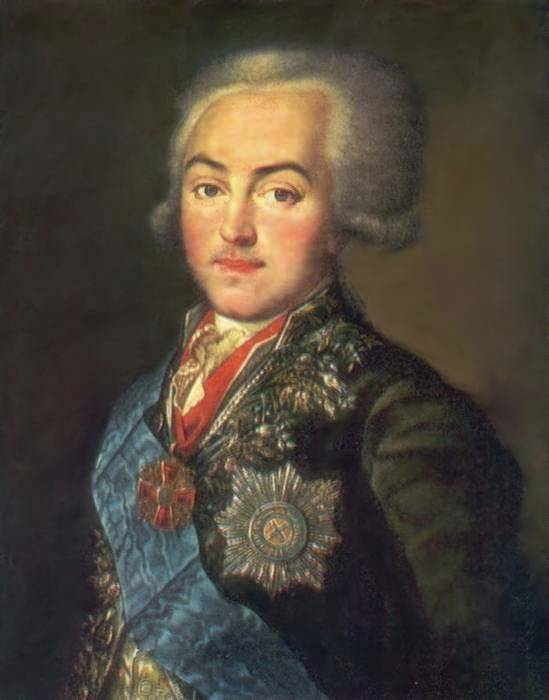
Н. П. Шереметев, обер-гофмаршал при дворе Павла I с 1797 года по 1800 год.

Обер-гофмаршал (от нем. Oberhofmarschall) — придворный чин II класса в Табели о рангах, введенный в 1726 году. 
До 1726 года чин назывался обер-маршал.
Обер-гофмаршал принадлежал к первым чинам Двора. Ему подчинялись Гоф-интендантская контора, в которой было сосредоточено заведование дворцами и садами, и Камер-цалмейстерская контора, которой вверены были убранство и меблировка дворцов. Также обер-гофмаршал занимался устройством приёмов и организацией путешествий.
Обер-гофмаршал был ключевой фигурой при Дворе, в его распоряжении находились всё придворное хозяйство и придворные служители. В отсутствие обер-гофмаршала его подменял гофмаршал: следил за исполнением обязанностей низшими чинами, присматривал за дворцовым управлением, выполнял его функции по церемониалу. С 1796 года к обер-гофмаршалу были прикреплены два гофмаршала. 

## Известные обер-гофмаршалы
- См. Категория:Обер-гофмаршалы (Россия)